# Accuracy International Arctic Warfare

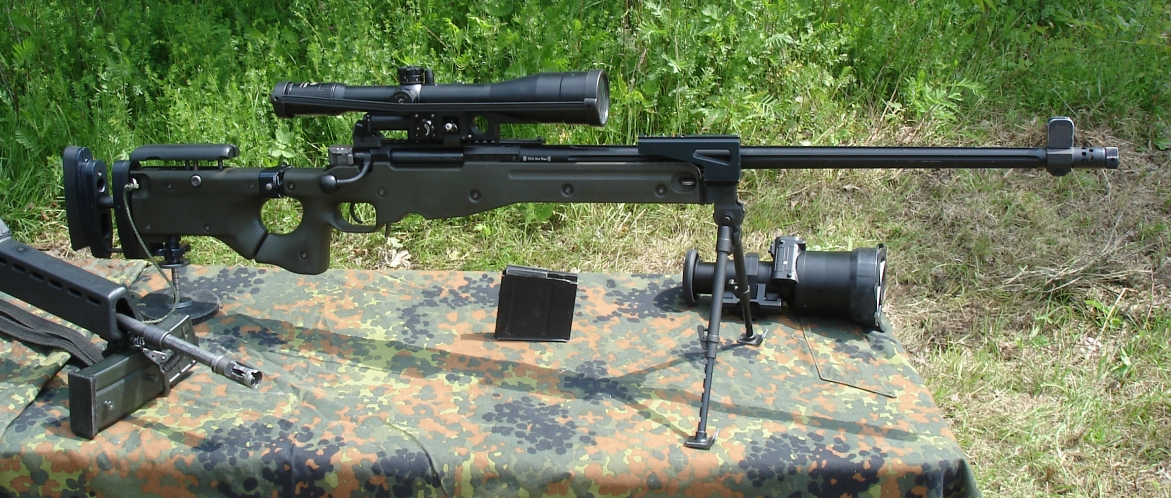
G22 (AWM-F) sem silenciador. Possui o sufixo "-F" por ter a coronha rebatível (folding stock).

O Arctic Warfare (ver variantes abaixo) é uma das plataformas de fuzil de precisão mais utilizadas no mundo, especialmente pelos países do grupo G7. Foi desenvolvido pela empresa britânica Accuracy International.

## História
Criado com o objetivo de dar à infantaria britânica um fuzil potente e preciso, tem grande alcance e suporta os cartuchos calibre .338 Lapua Magnum. Fez um enorme sucesso e hoje apresenta várias versões, dentre elas, as principais:
- AE/Law Enforcement - .308 Win [7,62 x 51mm]
- Arctic Warfare (AW .300) - .300 Win
- Arctic Warfare (AW .308) - .308 Win [7,62 x 51mm]
- Arctic Warfare Police (AWP) - .308 Win [7,62 x 51mm]
- Arctic Warfare Magnum (AWM) - .300 Win
- Arctic Warfare Super Magnum (AWM .338 / AWSM) - .338 Lapua [8,60x70mm]
- Arctic Warfare .50 - .50BMG [12,7x99mm]
- AS-50 - 12,7x99mm NATO (Semi-Automatic Sniper Rifle)

Seus projéteis são extremamente letais, mesmo a mais de dois quilômetros de distância. Testes revelaram que um tiro a queima-roupa de AWM pode perfurar cinco blocos de concreto grosso. Não é recomendado o uso em locais com alta concentração de civis, pois o tiro pode atravessar o corpo do alvo e atingir outras pessoas, sendo mais utilizado em confrontos abertos de médias a longas distâncias. Pesa 6,9 kg (.338 Lapua Magnum).

## O poder de fogo
Para melhorar a precisão dos tiros, os fabricantes optaram por uma arana com ação de ferrolho giratório manual na coronha, que dispara todos os tiros do carregador um a um. Seu alcance efetivo é de cerca de 0,8~1 milha (.338 Lapua Magnum), e seu alcance máximo é de de 1,2 milha. Vem ainda com um reparo (bipé), para facilitar o manuseio. Sua mira telescópica permite uma grande precisão nos disparos com uma taxa de erro quase nula, que podem até atravessar e inutilizar veículos com blindagem mais leve.
Os detalhes sobre os calibres são simples, objetivos e fatais.
.338 é equivalente a um calibre 8,60x70mm nos cheios das raias ou 8,59x70mm se consideradas as partes mais altas dos sulcos helicoidais, desenvolvidos para ter maior sucesso nas perfurações e impactações, características de projéteis menores como o 5,56x45mm. O calibre .338 apresenta um projétil longo e veloz com transmissão de energia cinética superior a calibres como o 7,62mmx54 do Dragunov SVD. Essa transmissão de energia acarreta um impacto inferior aos projéteis de fuzis como os de calibre .408 e calibre 12,7x99mm NATO, estes, armamentos com peso acima do operacional direcionado para a infantaria, prejudicando a mobilidade do indivíduo, inviabilizando estas armas de fogo. Se analisada a inviabilidade das mesmas, o L96A1 uma arma de fogo muito recomendada para atiradores militares graças ao equilíbrio entre desempenho, maneabilidade e peso.
.308 é o calibre "perfeito" 7,62mmx51 (7,62 NATO), o cálculo de sua velocidade com suas medidas geram a melhor (PPI) Propriedade Perfurativa e Impactante entre todos os projéteis de  calibre 7,62 a serem empregados de maneira antipessoal. Este detalhe se comparado ao equilíbrio entre perfuração/impacto e carga de projeção proporcionalizada ao peso do projétil, gerando velocidade suficiente para impactar e perfurar com precisão sem sofrer tantos efeitos de supostos obstáculos ou perder desempenho como a deflagração e deformação do projétil. Ao contrário do calibre 5,56mmx45 (5,56 NATO) que tem carga de projeção "desproporcional" ao peso e medidas do projétil, tornando-o em um projétil rápido com alto poder de perfuração, este, ganhando grande poder de impacto e destruição quando deflagrado ou quando sua trajetória for afetada com o capotamento de projétil, "fenômeno" que pode acontecer com qualquer projétil de armas de fogo. Comum no FAL belga e em armamentos H&K assim como muitos fuzis Sniper em todo o mundo o .308 ou 7,62mmx51 é cotado como um dos calibres a serem (trocados) extintos pela OTAN (Organização do Tratado do Atlântico Norte) por calibres menores, assim como outros calibres da linha 7,62 e suas variações. Esta possibilidade é contestadas por órgãos militares principalmente as policiais, que defendem o emprego destes calibres devido ao seu alto poder de parada (stoping-power) e características letais.

## O design
O L96A1 não é rústico como um AK-47, seus desenhos são mais suaves e apresenta uma empunhadura, cujas formas lembram uma arma bem futurista. Construída em uma base de alumínio, (à exceção do cano e do receptor (aço), o Magnum .338 é um fuzil bem pesado (vazio, até 6 kg), pode também receber uma "camuflagem" para melhorar a discrição do atirador. Seu grande problema, entretanto, é o estampido do disparo que é um tanto alto, comparado com o cal. .308, o que pode tornar fácil a localização do atirador durante uma série de disparos, além de poder causar lesões auditivas à pessoas próximas, caso estas não utilizem nenhuma proteção auricular. É possível equipar um supressor de ruídos (silenciador) no quebra-chamas do cano, suprimindo o estampido do disparo, mas não o ruído do projétil que se desloca a uma velocidade muito superior a velocidade do som. Quando o projétil sai pelo cano gera um outro ruído da quebra da barreira do som este não suprimido pelo equipamento de supressão.
Quanto ao supressor, sua utilização é viável em armas de fogo cujo projétil tenha velocidade subsônica,(abaixo da velocidade do som) fazendo valer sua utilização de forma efetiva.
É uma arma ideal para ser usada em distâncias acima de 700 m.